# مجبنة
المُجبَّنة من مخبوزات المطبخ المغربي وتحديدا نواحي تطوان وشفشاون، وأصلها المطبخ الأندلسي ثم جائت مع اللاجئين عند سقوط غرناطة. وكان الجبن في الأندلس قد أدخله الصقالبة عندما أسلمت منهم طائفة واستقرت في الوادي الكبير وعُرفوا بصناعة الجبن وتجارتها في المدن القريبة. ثم انتشرت حتى قيل مثلا؛
| مجبنة | من دخل شريش ولم يذق من مجبناتها فهو محروم | مجبنة |

ولا زالت شهيرة في أسبانيا وأمريكا اللاتينية، وتُعرف كما هي باسمها العربي. (بالإسبانية: Almojábana)‏

## لمحة تاريخية

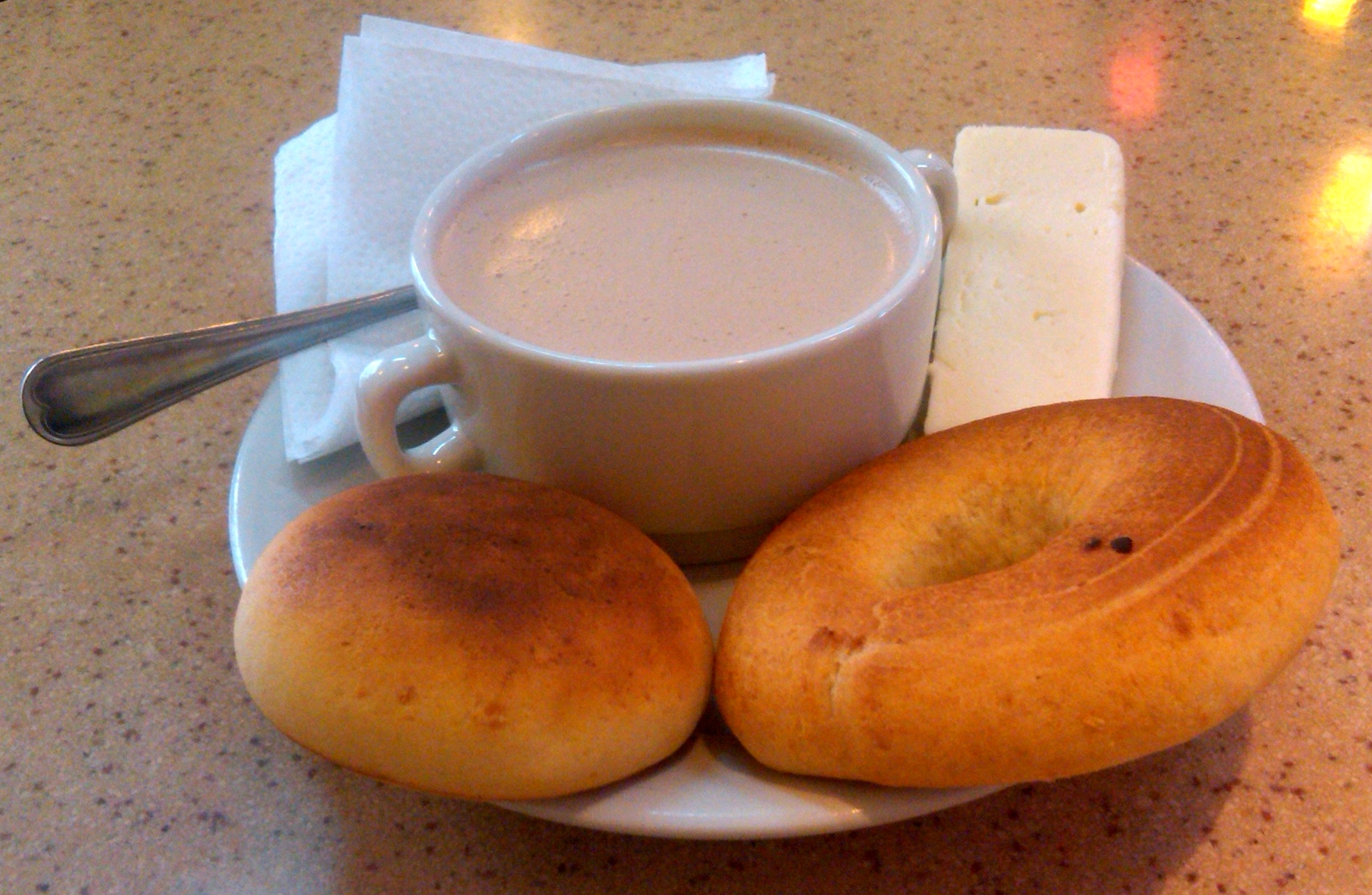
وجبة إفطار نموذجية في العاصمة الكولومبية بوغوتا تتضمن الشوكولاتة الساخنة والموزاريلا ونوعين من الخبز هما المجبنة والبان دي كيسو

### في إسبانيا
يعود أول وصف لطريقة تحضير المجبنة في النصوص الأدبية المعروفة لنا حتى الآن إلى القرن الثالث عشر عندما وصفت في أحد كتب وصفات الطهي. وفي عام 1525 في إسبانيا، ذكر الطاهي روبرت دي نولا في كتاب الطبخ الذي كتبه باللغة الكاتالونية وصفة خبز التورتا بشرائح الجبن الطازج. عادة ما يتناول الأسبان المجبنة في فصل الشتاء في بعض المناسبات والاحتفالات الدينية مثل عيد القديس أنطونيوس الكبير الذي يتم الاحتفال به في السابع عشر من يناير من كل عام، ولكن يتم تناولها على مدار السنة أيضًا في بعض المناطق الإسبانية مثل منطقة أوريولة الواقعة بالقرب من مرسية، وعادة ما تصنع المجبنة في هذه المناطق من قلي عجينة تتكون من الدقيق وزيت الزيتون والسكر والبيض في الزيت ثم غمسها في العسل، ويُمكن اعتبار الكيسادا باسيجا، وهو نوع آخر من المعجنات الشائعة في إسبانيا، تطورًا للمجبنة بحيث أصبحت تخبز بدلا من قليها.

### في أمريكا اللاتينية
انتقلت المجبنة كذلك إلى أمريكا اللاتينية حيث تطورت وبدأت تتخذ أشكالًا مختلفة يكون بعضها مصنوعًا من دقيق الذرة، كما هو الحال في بنما، حيث تُصنع المجبنة من دقيق الذرة أو الذرة المطبوخة الطازجة المطحونة، والتي يضاف إليها الجبن (في بعض الأماكن يستخدم الجبن الأصفر) وتعجن، ثم تشكل على شكل اسطوانة ملتوية وتقلى في زيت ساخن جداً. تحظى المجبنة بشعبية كبيرة في بعض المناطق ببنما مثل مقاطعة تشيريكي حيث يقام مهرجان المجبنة الدولي في منطقة دوليغا بالمقاطعة في شهر يناير من كل عام، ويشارك آلاف الأشخاص في أنشطة خلال الأيام الخمسة للمهرجان.
وفي بورتوريكو، تكون المجبنة مصنوعة من دقيق الأرز والجبن الأبيض وجبن البارميزان والحليب والبيض حيث يستخدم هذا الخليط لصنع عجينة تشكل على شكل كرة ثم يتم قليها. تنتشر هذه المعجنات بشكل رئيسي في المنطقة الغربية من جزيرة بورتوريكو حيث تباع في الأكشاك والمقاهي كما يتم تقديمها في المهرجانات المحلية، أو كمقبلات في الحفلات، ويشيع تناولها أيضها خلال فترة عيد الميلاد وفي بعض المناطق تؤكل بشكل معتاد طوال العام في وجبة الإفطار مغموسة في القهوة كما في القرى الوسطى الغربية، مثل بلدية لاريس، حيث يتناول معم السكان المجبنة بصورة يومية على الإفطار، ويقام في هذه القرية مهرجان المجبنة في الثالث من أبريل من كل عام. وفي كولومبيا تُصنع المُجبنة من دقيق الذرة الأبيض المطبوخ مسبقًا، والجبن القريش، والزبدة، والخبز المطحون، والملح، والبيض، والحليب.

### في المغرب
أما المجبنة المغربية فتشتهر بها مدن مثل تطوان في المغرب وتصنع من دقيق القمح والجبن الأبيض مع البيض والزبد والزيت والسكر والملح.

## طريقة التحضير
تختلف طرق تحضير المجبنة باختلاف البلد. في مدينة تكوان بالمغرب يتم تحضير المجبنة عن طريق مزج قدحين من دقيق القمح بملعقة كبيرة من السكر ونصف ملعقة صغيرة من الملح مع بيضة وقليل من الزبد ويتم عجن الخليط لمدة خمس دقائق ثم يترك بالإناء لمدة خمس عشر دقيقة. يدهن العجين بعد ذلك بالزبد ويقطع لكي يشكل على هيئة كرات صغيرة، وفي إناء آخر يتم إعداد الحشو بخلط 300 غرام من الجبن الأبيض مع صفار بيضتين وملعقة من السكر، ثم تفرد كرات العجين ويتم دهن كل قطعة بالزبد ثم حشوها بملعقة من خليط الجبن والبيض ثم تغلق قطعة العجين من جميع الجهات، ويتم قليها في إناء به كوب من الزيت على النار.